# Port lotniczy Afabet
Port lotniczy Afabet (ICAO: HHAT) – port lotniczy położony w Afabet w Erytrei.